# Scodionista autumnata
Scodionista autumnata là một loài bướm đêm trong họ Geometridae.